# Кореопсис пушистый
Кореопсис пушистый (лат. Coreopsis pubescens) — вид травянистых растений рода Кореопсис (Coreopsis) семейства Астровые (Asteraceae).

## Ботаническое описание

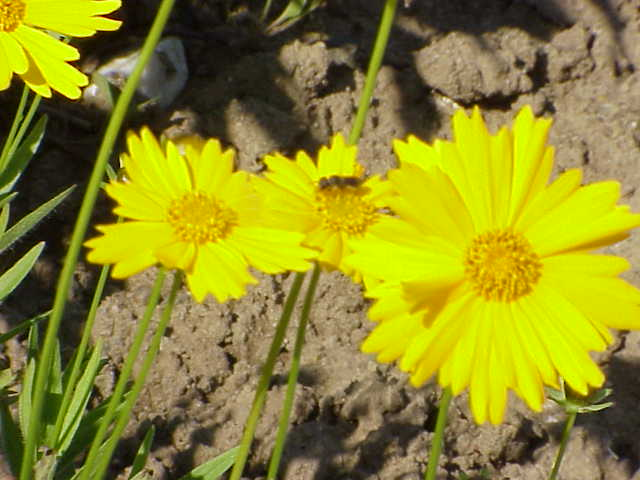
Кореопсис пушистый.

Кореопсис пушистый — многолетнее травянистое растение высотой от 20 до 70 см (реже до 90 см).
Цветки — жёлтого цвета с оранжевым центральным диском. Цветёт в июне-сентябре.

## Ареал и местообитание
Кореопсис пушистый широко распространён на всём восточном побережье США, в центральных штатах, на юго-запад до Техаса. Растёт на песчаные почвы, на каменистых гранитных участках, в сосновых лесах. Встречается вдоль дорог. Предпочитает солнечные места.

## Культивирование
Кореопсис пушистый не требует особого ухода и используется как декоративное растение для украшения ландшафтов и в цветниках. Распространён сорт Sunshine Superman.